# صلاح الدين المنجد
صلاح الدين المُنَجِّد (1334- 1431 هـ / 1920- 2010 م) هو بحَّاثة ومحقِّق وأديب سوري، من خبراء المخطوطات العرب، تولَّى رئاسة معهد المخطوطات العربية، ولقَّبوه بـ «سندباد المخطوطات» و«أبو المخطوطات العربية». والدُه شيخ قرَّاء الشام الشيخ عبد الله المنجِّد.

## ترجمته
وُلد صلاح الدين بن عبد الله بن محمد سَليم المُنَجِّد في دمشق، عام 1334هـ/ 1920م. تخرَّج في دار المعلِّمين عام 1939، ثم حصل على شهادة (دكتوراه) من جامعة باريس. بلغ عدد مؤلفاته مئة وخمسين كتابًا، ما بين نصوص تراثية محققة، أو مؤلفات وكتب في القانون الدَّولي، والدبلوماسية في الإسلام، والتاريخ والأدب واللغة، وعلم الخط والآثار القديمة التاريخية، والسياسة العربية المعاصرة، والمعاجم، وتُرجمت بعض مؤلفاته إلى عدد من اللغات منها الفرنسية، والإِنجليزية، والهولندية، والإِسبانية، والألمانية، والإِيطالية، والفارسية، والتركيّة. وله مئات من المقالات نُشرت في المجلَّات والصُّحف العربية والأوربية، في دمشق، والقاهرة، وبيروت، وتونس، والرياض، وبغداد. وغيرها ومجلات الاستشراق، باللغة العربية والفرنسية.

## مؤلفاته وآثاره

### مؤلفات
1. قواعد تحقيق المخطوطات.
2. قواعد فهرسة المخطوطات العربية، دار الكتاب الجديد ببيروت.
3. المخطوطات العربية في فلسطين، دار الكتاب الجديد ببيروت.
4. المُنتقى من دراسات المستشرقين.
5. دراسات في تاريخ الخط العربي منذ بدايته إلى نهاية العصر الأموي.[4]
6. ترجمة العلَّامة شيخ القرَّاء بالشام الشيخ عبد الله بن محمد سليم المُنجِّد، قدَّم لها مازن المبارك، دار البشائر بدمشق.
7. بين الخُلَفاء والخُلَعاء في العصر العباسي، دار الحياة ببيروت، 1957.
8. دراسة عن القصيمي، دار الكتاب الجديد ببيروت، 1967.
9. الحياة الجنسية عند العرب من الجاهلية إلى أواخر القرن الرابع الهجري، دار الكتاب الجديد ببيروت.
10. المجتمع الإسلامي في ظلِّ العدالة، دار الكتاب الجديد ببيروت.
11. الظُّرفاء والشحَّاذون في بغداد وباريس.
12. ياقوت المُستعصِمي.
13. التضليل الاشتراكي، دار الكتاب الجديد ببيروت.

### في المعاجم
1. معجم ما أُلِّف عن رسول الله.
2. معجم النساء، مجلدان، جمع فيه كلَّ ما ورد في المعاجم العربية عن النساء.
3. معجم المؤرِّخين الدمشقيين وآثارهم المخطوطة والمطبوعة، دار الكتاب الجديد ببيروت.
4. المفصَّل في الألفاظ الفارسية المعرَّبة في الشعر الجاهلي، والقرآن الكريم، والحديث النبوي.
5. معجم بني أمية، مستخرج من تاريخ ابن عساكر، دار الكتاب الجديد ببيروت.
6. معجم الخطَّاطين والنسَّاخين والمصوِّرين والمزوِّقين في الإسلام، 3 مجلدات.
7. معجم المخطوطات المطبوعة من عام 1955 حتى 1980، خمسة أجزاء.
8. المعجم الطبوغرافي لمدينة دمشق.
9. معجم أسماء المماليك.
10. معجم أعلام العصر الذين عرفتهم: تراجم وذكريات، 3 مجلدات.

### في التحقيق
1. أمراء دمشق في الإسلام، لصلاح الدين الصفدي، مطبوعات المجمع العلمي العربي بدمشق، 1955.
2. الأعلام العَليَّة في مناقب شيخ الإسلام ابن تيمية، للحافظ عمر بن علي البَزَّار، دار الكتاب الجديد ببيروت.
3. ثلاث رسائل في اللغة: ما جاء على وزن تَفْعال، لأبي العلاء المعرِّي. الألفاظ المهموزة، لابن جني. شرح لفظ التحيَّات، لابن الخِيَمي.
4. شرح كتاب السِّيَر الكبير لمحمد بن الحسن الشَّيباني، إملاء محمد بن أحمد السَّرخسي.
5. المُستَطرَف من أخبار الجَواري، لجلال الدين السُّيوطي، دار الكتاب الجديد ببيروت.

### كتب عنه
1. الدكتور صلاح الدين المنجِّد عالم دمشق ومؤرِّخها، تأليف الدكتور مازن المبارك، مطبوعات مجمع اللغة العربية بدمشق.

## وصلات خارجية
- صلاح الدين المنجد على موقع أرشيف الشارخ.